# Max Stiepl
Max Stiepl   (Viena, 23 de març de 1914 - 27 d'agost de 1992) va ser un patinador de velocitat austríac que va competir durant les dècades de 1930 i 1940.
El 1936 va prendre part en els Jocs Olímpics de Garmisch-Partenkirchen, on disputà tres proves del programa de patinatge de velocitat. Guanyà la medalla de bronze en la prova dels 10.000 metres, rere Ivar Ballangrud i Birger Wasenius, mentre en els 1.500 metres i 5.000 metres fou cinquè. El 1948, un cop finalitzada la Segona Guerra Mundial, als Jocs de Sankt Moritz, tornà a disputar les mateixes tres proves del programa de patinatge de velocitat, amb una desena posició en els 10.000 metres com a millor resultat.
En el seu palmarès també destaca una medalla de bronze al Campionat del Món de 1937 i una de plata al Campionat d'Europa de 1934, així com 10 campionats nacionals (1934 a 1938, 1943, 1947 a 1950).